# Pista de La UNAN
La Pista de la UNAN es una vía arterial de sentido norte-sur ubicada en la zona suroeste de la ciudad de Managua, Nicaragua. Es conocida por conectar áreas residenciales, universitarias y comerciales importantes.

## Trazado
La vía comienza en la Rotonda Rigoberto López Pérez, donde conecta con la Pista Suburbana España y la 50.ª Calle Suroeste. Desde allí se dirige hacia el sur bordeando el campus de la UNAN Managua, intersectando calles como 29 Calle Sureste, 34 Calle Sureste y Avenida Miguel Obando y Bravo. Finaliza en el Bulevar de Los Mártires, cerca de la Colonia Don Bosco.

## Características
La pista cuenta con múltiples carriles y es una de las principales rutas de acceso a centros educativos, centros comerciales como Galerías Santo Domingo y oficinas corporativas como el Edificio Invercasa. Tiene alto flujo vehicular, sobre todo en horas pico.

## Barrios que atraviesa
- Barrio Hialeah
- Colonia Miguel Bonilla
- Reparto San Juan
- Lomas de Montserrat
- Residencial Bolonia